# Gayatri Bhardwaj

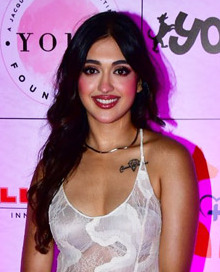
Gayatri Bhardwaj

Gayatri Bhardwaj (Hindi गायत्री भारद्वाज; * 17. Juni 1995 in Neu-Delhi) ist eine indische Schauspielerin, Model und Gewinnerin eines Schönheitswettbewerbs.

## Leben und Karriere
Bhardwaj wuchs in Neu-Delhi auf. Sie nahm an Femina Miss India Delhi 2018 und Femina Miss India 2018 teil.
Ursprünglich sollte sie 2021 in dem Film Romantic die Hauptrolle spielen, wurde jedoch durch Ketika Sharma ersetzt. Ihr Debüt gab sie in der Serie Dhindora. Anschließend spielte sie 2022 in dem Film Ittu Si Baat mit. Von 2023 bis 2024 bekam Bhardwaj in der Serie Highway Love die Hauptrolle. Unter anderem trat sie 2024 in dem Film Buddy auf.

## Filmografie
Filme
- 2022: Ittu Si Baat
- 2023: Tiger Nageswara Rao
- 2024: Buddy

Serien
- 2021: Dhindora
- 2022: Ishq Express
- 2023–2024: Highway Love